# گمینا شمیانتکووو
گمینا شمیانتکووو (به لهستانی:  Gmina Siemiątkowo) یک گمینا در لهستان است که در شهرستان ژورومین واقع شده‌است. گمینا شمیانتکووو ۱۱۲٫۰۷ کیلومتر مربع مساحت و ۳٬۵۶۷ نفر جمعیت دارد.